# Fathi Eljahmi
Fathi Eljahmi, ook Fathi al-Jahmi, (4 april 1941 - Amman, 21 mei 2009) was een Libisch politiek dissident. Hij was de meest bekende politieke dissident van Libië en kreeg ook in het buitenland veel aandacht.
Eljhami werd in oktober 2002 gearresteerd en veroordeeld tot vijf jaar gevangenis, omdat hij op een "volksverzameling" in Tripoli had gesteld dat voor hervormingen in Libië een grondwet, vrijheid van meningsuiting en democratie noodzakelijk waren. Na een bezoek van senator Joe Biden aan Qadhafi werd hij korte tijd vrijgelaten, maar nadien weer opgesloten, toen hij in een televisie-interview had opgeroepen tot de democratisering van Libië. Eljahmi werd eind 2005 berecht op beschuldiging van poging tot omverwerping van de regering, belediging van kolonel Qadhafi en het onderhouden van contacten met vreemde mogendheden, omdat hij gesproken had met een Amerikaans diplomaat. Bij haar bezoek aan Libië pleitte de Amerikaanse minister van Buitenlandse Zaken Condoleezza Rice voor Eljahmi's vrijlating uit eenzame opsluiting. Eljahmi bleef echter opgesloten en stierf in mei 2009 in Amman. Hij was daarheen gebracht om een operatie te ondergaan, nadat hij in coma was geraakt in zijn Libische gevangenschapsoord.